# Добрилово Евангелие
Добрилово Евангелие — древнерусская кириллическая иллюминированная рукопись Евангелия-Апракос, созданная в 1164 году. Написана на церковнославянском языке с заметными украинскими интерферемами. Одна из немногих точно датированных русских рукописей.

## История
Рукопись имеет южнорусское происхождение и могла быть написана в Галицко-Волынском княжестве. В XIX — начале XX веков появились предположения о новгородском происхождении Евангелия, которые не считаются убедительными.

На предпоследнем листе рукописи писцом оставлена «выходная» надпись: 
В лето 6672 написаны быша книгы сия месяца августа в 6 день мною грешным рабом и дьяком Святых апостолов Констянтином, а мирьскы Добрило Семеоноу попови Святаго Иоана Предтеча. А братья и отци, аже вы где криво, а исправивъше, чьтете же, а не клянете. Яко же радуется жених о невесте, тако радуется писец, видя последний лист.
Ранняя история Добрилова Евангелия и обстоятельства, при которых оно попало в царскую библиотеку, неизвестны.
В 1572/1573 году, о чём была сделана запись на втором листе рукописи, из библиотеки царя Ивана Грозного Евангелие было вложено в некую пустынь, названную во имя архидиакона Стефана. Данную пустынь исследователи идентифицируют со следующими монастырями: Борисоглебский-Стефановский на Кидекше, Стефановский на Лугу около Пскова, Середокоротный Стефановский монастырь в Тихвинском уезде или Спасская Архидьяконская пустынь Исадского монастыря в Нижегородской губернии.

В 1822 году Добрилово Евангелие было приобретено в Гомеле коллекционером Н. П. Румянцевым: 
Я получил полное Евангелие на пергамине в две колонны. На одном передовом листе сказано, что оное при царе Иоанне Васильевиче дано вкладом в такую-то церковь; но самое Евангелие кажется быть древнее… Цены еще не объявили, но я думаю, что его приобрету.Письмо Н. П. Румянцева к К. Ф. Калайдовичу, 13 октября 1822 года
Из основанного им Румянцевского музея книга затем поступила в Государственную библиотеку СССР им. В. И. Ленина (с 1992 года — Российская государственная библиотека).

## Характеристика
Рукопись представляет собой кодекс на пергамене, состоящий из 270 листов размером 24,5×19,7 см, текст написан уставом в два столбца.
Евангелие украшено четырьмя миниатюрами с изображением евангелистов, помещённых в интерьеры однокупольных храмов. Они принадлежат к характерному для русского искусства XII века примитивно-пластическому стилю. По мнению искусствоведа О. С. Поповой, эти миниатюры «несут на себе особую прелесть широкого рисунка и свободного письма провинциального мастера». Исходя из надписей на миниатюрах следует, что они были выполнены приглашённым мастером, а не писцом Добрилой. Другим мастером также выполнены и киноварные заголовки.

## Издание рукописи
- Добрилове Євангеліє 1164 року / Відп. ред. В.В. Німчук, упор. Ю. В. Осінчук. — Львів: Інститут українознавства ім. І. Крип’якевича НАН України, 2012 (Серії: «Історія мови», «Пам’ятки української мови»). — 804 с.